# Саммикеле-ди-Бари
Саммикеле-ди-Бари (итал. Sammichele di Bari) — коммуна в Италии, располагается в регионе Апулия, в провинции Бари.
Население составляет 6961 человек (2008 г.), плотность населения составляет 211 чел./км². Занимает площадь 33 км². Почтовый индекс — 70010. Телефонный код — 080.
Покровителем коммуны почитается святой Архангел Михаил, празднование во вторые субботу и воскресение мая (8 и 9 мая) и в первые субботу и воскресение сентября.

## Демография
Динамика населения:

## Администрация коммуны
- Официальный сайт: http://www.comune.sammicheledibari.ba.it